# Shin Seong-il
Shin Seong-il, aussi romanisé Shin ou Sin Sung-il, en coréen : 申星一 (hancha) ou 신성일 (graphie vulgarisée), est un acteur coréen considéré comme une icône de la jeunesse des années 1960, notamment sur le plan capillaire, et comme l'acteur le plus prolifique du cinéma coréen puisqu'il joue dans une cinq-centaine de films.
Il se fait connaitre grâce à des rôles de jeunes marginaux, notamment La Jeunesse aux pieds nus (1964), de Kim Ki-duk, et forme ensuite un couple de stars avec sa partenaire l'actrice Eom Aeng-ran. Son image de jeune rebelle le fait comparer à Yūjirō Ishihara et James Dean. Au cours des années 1970, il incarne des hommes d'âge moyen se sentant impuissants, puis dans les années 1980 une masculinité fatiguée écrasée sous le poids de l'histoire.

## Biographie
Né Gang Shin-yeong, il entre dans la carrière cinématographique en passant une audition pour la société Shin Films, et débute comme second rôle dans le film à succès Romance Papa (1960). C'est le producteur et réalisateur Shin Sang-ok qui lui attribue le pseudonyme Shin Seong-il, signifiant « la nouvelle étoile numéro 1 ». 
Il obtient son premier rôle principal dans Akkimeobsi Juryeonda  de Yu Hyǒn-mok (1962) et enchaîne ensuite les tournages, assurant les rôles principaux d'un quart des films coréens tournés entre 1964 et 1974. Il joue pour la première fois aux côtés de Eom Aeng-ran en 1963 ; le succès des films dans lequel joue le couple en fait un symbole des films de jeunesse. Après le mariage de l'actrice et l'arrêt de sa carrière, il tourne ensuite avec les vedettes féminines de la génération suivante, comme les trois actrices collectivement surnommées « La Troïka » (Moon Hee, Nam Jeong-im et Yun Jung-hee) et Ko Eun-ah.

## Filmographie

### Acteur
- 1964 : La Jeunesse aux pieds nus
- 1966, : La Première Pluie
- 1972 : 0 shi
- 1972 : Samil cheonha

### Autres
Il réalise quelques films au cours des années 1970, puis devient producteur au cours des années 1990.

## Distinctions
- Grand Bell Awards : prix pour l'ensemble de sa carrière en 2004
- Buil Film Awards : prix du meilleur acteur en 1964 et 1966